# موئسیا (استان رومی)

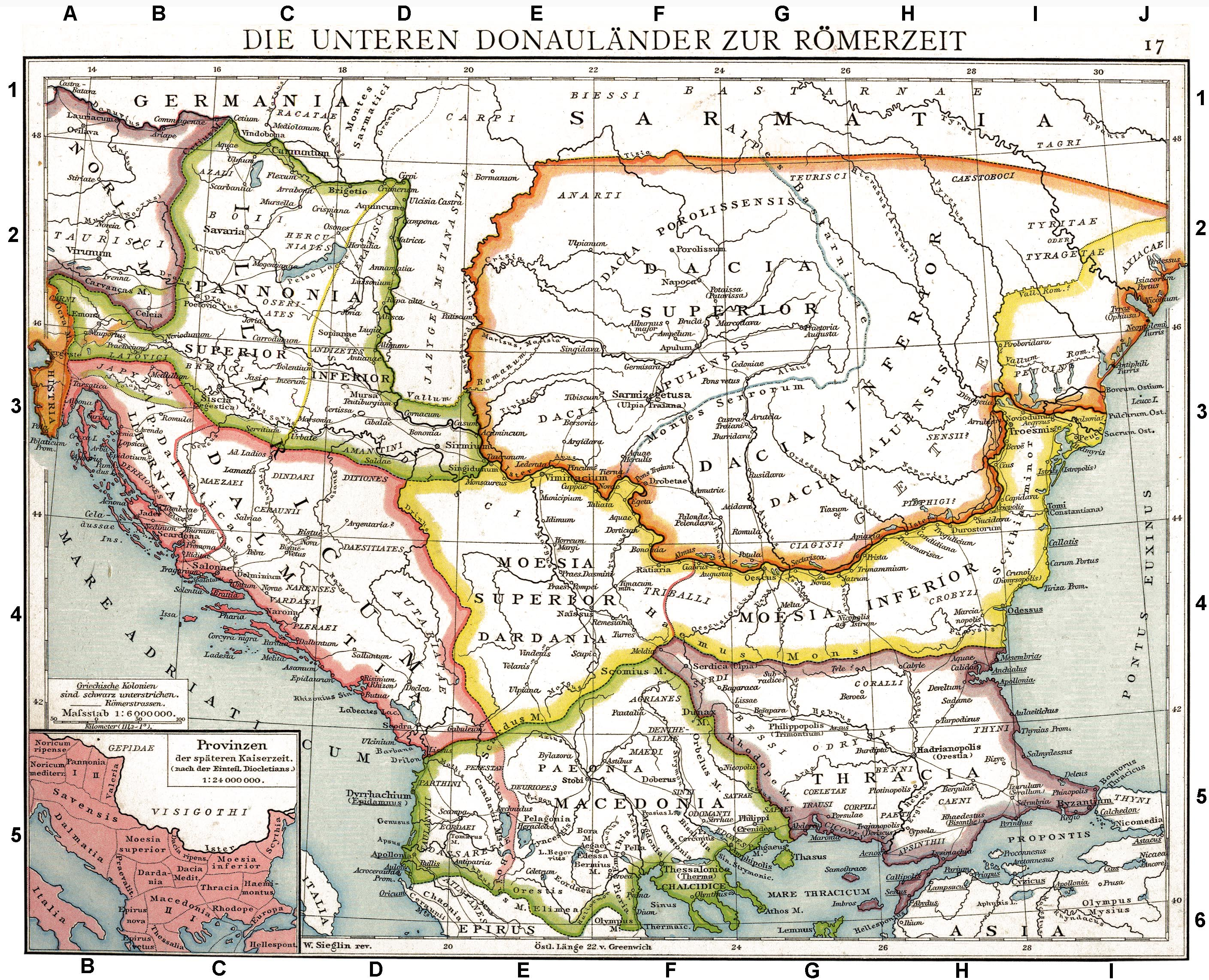
نقشهٔ استان‌های رومی ایلیریکوم، مقدونیه، داسیا، موئسیا، پانونیا و تراکیه. مرزهای موئسیای سفلی (بخش شرقی) و موئسیای علیا (بخش غربی) با رنگ زرد مشخص شده‌است.

موئسیا یکی از استان‌های امپراتوری روم در جنوب‌شرقی بالکان بود که در شمال با رود دانوب، در غرب با رود درینوس (درینای امروزی)، در جنوب با کوه‌های هایموس (بالکان) و در شرق با دریای سیاه هم‌مرز می‌شد. بنا بر نوشته‌های دیو کاسیوس، تاریخ‌نگار رومی، موئسیا در ۲۸ سال پیش از زایش مسیح توسط مارکوس لیسینیوس کراسوس فتح گردید. پس از آن این منطقه نخست به‌عنوان بخشی از استان مقدونیه به‌حساب می‌آمد و تا سدهٔ ۶ میلادی توسط بخشدارانی اداره می‌شد. با این حال موئسیا تا پیش از تقسیم مقدونیه در سال ۴۵ یا ۴۶ میلادی خود به استانی مستقل تبدیل شده بود.
در زمان امپراتوری دومیتیان و در فاصلهٔ سال‌های ۸۵ تا ۸۹، جنگ‌های داسیا روی داد و در این مدت موئسیا خود به دو استان غربی و شرقی به نام‌های موئسیای علیا (صربستان امروزی) و موئسیای سفلی (شمال بلغارستان امروزی) تقسیم شد که رودخانهٔ سیابروس (تسیبریتسای امروزی) مرز بین آن دو را تشکیل می‌داد. بخش‌هایی از رومانی امروزی نیز در زمان امپراتور تراژان به موئسیای سفلی افزوده شد. از آنجا که موئسیا منطقه‌ای مرزی بود، سپاهیان روم باید محافظت از آن را برعهده می‌گرفتند و به‌همین منظور کمپ‌هایی را در حاشیهٔ رود دانوب برپا ساختند. چندین شهر یونانی‌نشین در دهانهٔ رودخانه شکل گرفت و شهرهای مهم موئسیا همچون سینگیدونوم نیز تا فراتر از کمپ‌های لژیون‌های رومی گسترش یافت. در عین‌حال بخش قابل توجهی از جمعیت این شهرها را نیز یونانیان تشکیل می‌دادند و همین مسئله سبب شد تا ترکیب لژیون‌های مستقر در آنجا عمدتاً یونانی باشد.
موئسیا استان نسبتاً مرفهی به‌شمار می‌رفت زیرا مازاد گندم کشت‌شده در منطقهٔ دریای سیاه همواره از بازار مناسبی در امپراتوری روم برخوردار بود. این استان همچنین از نظر کشاورزی و تولید میوه استانی شکوفا بود و منابع معدنی رشته‌کوه‌های بالکان ثروتی برای آن به‌شمار می‌رفت.
موئسیا بر اثر حملهٔ بربرها در سدهٔ سوم میلادی و سپس به‌دنبال انتقال بخش عظیمی از جمعیت استان همجوار و رهاشدهٔ داسیا به آن در سال ۲۷۰ میلادی به‌شدت آسیب دید. با این حال این استان تا سدهٔ ۷ میلادی هنوز به‌عنوان بخشی از امپراتوری روم شرقی باقی‌مانده بود.